# اواف‌جی
اواف‌جی (انگلیسی: OFG) شرکت خدمات مالی و بانکداری آمریکایی است، که در سال ۱۹۶۴ تأسیس شد.